# Somebody Feed Phil
Somebody Feed Phil is een Amerikaans reisprogramma, gepresenteerd door Philip Rosenthal en gericht op de culinaire kant van het reizen. De serie ging op 12 januari 2018 in première op Netflix. Sindsdien zijn er (2025) zeven seizoenen van in totaal 41 afleveringen uitgezonden waarin Rosenthal steeds een andere stad of regio in de wereld bezoekt. Een zevende seizoen is in de maak.
Aan het eind van elke aflevering van de eerste twee seizoenen vertelt Rosenthal via een videoverbinding aan zijn ouders over zijn culinaire belevenissen. Omdat zijn moeder overleed na het tweede seizoen zette hij deze traditie voort met alleen zijn vader. Na het vierde seizoen was zijn vader ook overleden en koppelde hij zijn ervaringen steeds terug aan een beroemd persoon. In enkele afleveringen komen zijn vrouw en kinderen voor.